# Kastaniá (ort i Grekland, Thessalien, Nomós Kardhítsas)
Kastaniá är en ort i Grekland.   Den ligger i prefekturen Nomós Kardhítsas och regionen Thessalien, i den centrala delen av landet, 220 km nordväst om huvudstaden Aten. Kastaniá ligger 813 meter över havet och antalet invånare är 264.
Terrängen runt Kastaniá är kuperad åt nordost, men åt sydväst är den bergig.Runt Kastaniá är det glesbefolkat, med 10 invånare per kvadratkilometer. Närmaste större samhälle är Karditsa, 17,7 km nordost om Kastaniá. I omgivningarna runt Kastaniá växer i huvudsak blandskog.